# Inter Press Service

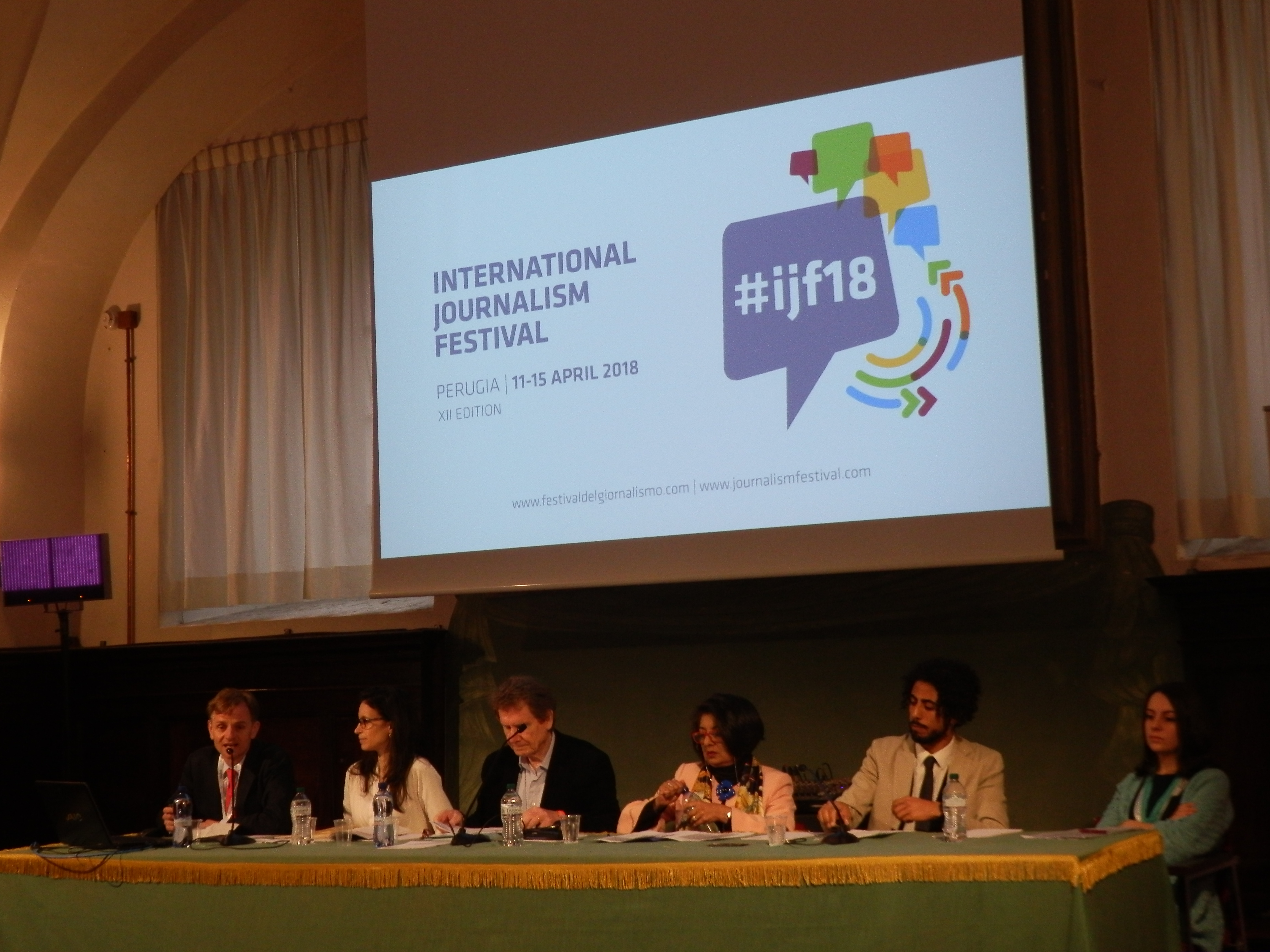
IPS busca dar prioridad a las voces de los grupos vulnerables y marginalizados de la sociedad, informar sobre las tendencias y procesos de los países en vías de desarrollo, y reflejar los puntos de vista de la sociedad civil. Además, da especial importancia a la perspectiva de género en su cobertura, así como a la globalización.

Inter Press Service (IPS) es una agencia mundial de noticias, comprometida con el ejercicio de periodismo independiente y especializada en reportajes analíticos sobre procesos y acontecimientos económicos, políticos, sociales, artísticos y culturales. Su cobertura se caracteriza por incluir a las organizaciones que conforman a la sociedad civil como fuente informativa, y a los procesos de la era de la globalización como temas de especial interés. IPS está constituida como una organización sin fines de lucro y goza de estatus consultivo como organización no gubernamental en el Consejo Económico y Social de las Naciones Unidas (ECOSOC), y estatus de organización internacional elegible para recibir Asistencia Oficial para el Desarrollo (AOD).

## Historia
Inter Press Service fue fundada en 1964 como una cooperativa internacional de periodistas sin fines de lucro, por el periodista italiano Roberto Savio y el politólogo argentino Pablo Piacentini. En sus inicios, el principal objetivo de IPS era llenar el vacío informativo entre Europa y América Latina creado a raíz de las turbulencias políticas desencadenadas por la Revolución cubana en 1959. Posteriormente, IPS amplió su red incluyendo a todos los continentes. En 1994, IPS cambió de estatus legal al de organización de beneficio público para la cooperación para el desarrollo.

## Enfoque
IPS busca dar prioridad a las voces de los grupos vulnerables y marginalizados de la sociedad, informar sobre las tendencias y procesos de los países en vías de desarrollo, y reflejar los puntos de vista de la sociedad civil. Además, da especial importancia a la perspectiva de género en su cobertura, así como a la globalización.
A fin de cumplir con estos objetivos, IPS produce artículos y análisis bien documentados, antes que noticias inmediatas. IPS se caracteriza por brindar piezas periodísticas de profundidad, con información de contexto, puntos de vista de los diversos actores involucrados, y datos para la comprensión de los hechos y procesos de actualidad.
Debido a sus características, IPS cuenta con mayor audiencia en los países en desarrollo, y en las organizaciones de la sociedad civil. Por ello, IPS ha sido considerada como la "más grande y con mayor credibilidad entre todas las 'alternativas' en el mundo de las agencias de prensa", constituyéndose como "la primera y única agencia de noticias independiente y profesional de información diaria que reporta desde el punto de vista del Tercer Mundo".

## Estructura
IPS tiene sede mundial en Roma y cinco mesas de edición regionales, que coordinan el trabajo de la red de periodistas, la mayoría de los cuales son oriundos de los países sobre los que escriben. Las oficinas regionales se encuentran en Montevideo (a cargo de América Latina), Londres-Berlín (Europa y el Mediterráneo), Bangkok-New Delhi (Asia y el Pacífico), Nueva York (América del Norte y el Caribe) y Johannesburgo (África).
IPS tiene múltiples fuentes de financiación. Tiene subscriptores y medios de comunicación que compran el servicio informativo, y también recibe apoyo de fundaciones y de programas de cooperación para el desarrollo, de entidades multilaterales y nacionales. Pese a que no es financiada por países o por grupos de diarios, como otras agencias de noticias internacionales, cuenta con presupuesto suficiente para constituirse en la "sexta más grande organización internacional de acopio de noticias".

## Servicios Informativos
IPS produce una treintena de reportajes y análisis diarios, originalmente en español e inglés y francés, y ofrece una selección de traducciones al sueco, italiano, alemán, suajili, portugués, neerlandés, árabe, finés y japonés. Para ello cuenta con una red de 400 periodistas en 330 localidades de los cinco continentes.
Este servicio está disponible en línea en español y en inglés.
Además, IPS tiene otros servicios informativos especializados, como TerraViva, que es una familia de publicaciones independientes.
Desde 1992, cuando se celebró en Río de Janeiro la Cumbre de la Tierra, IPS ha producido sus "diarios TerraViva" en todas las grandes conferencias de la Organización de las Naciones Unidas y otras como el Foro Social Mundial, movilizando periodistas desde todos los continentes.
Lleva también el nombre TerraViva una serie de publicaciones digitales periódicas con materiales especializados y del servicio informativo regular de IPS, con suscriptores en todo el mundo:
- América Latina. Semanal. En español.[9]
- Naciones Unidas. Diaria. En inglés.[10]
- Europa. Diaria. En inglés.[11]
- África. Semanal. En inglés.[12]

También IPS publica semanalmente un boletín exclusivo sobre arte y cultura, con artículos especiales que hablan de acontecimientos de estos dos ámbitos vinculados a los derechos humanos, el papel de la sociedad civil y las nacientes tendencias sociales. IPS también desarrolla talleres de capacitación para periodistas en diversas partes del mundo en el marco de proyectos de promoción y difusión de mandatos internacionales.